# Wolayita
Wolayita è una delle zone amministrative in cui è suddivisa la Regione delle Nazioni, Nazionalità e Popoli del Sud in Etiopia.

## Woreda
La zona è composta da 22 woreda:
1. Abela Abaya
2. Areka town
3. Bayera Koisha
4. Boditi town
5. Boloso Bombe
6. Boloso Sore
7. Damot Gale
8. Damot Pullasa
9. Damot Sore
10. Damot Woide
11. Duguna Fango
12. Gesuba town
13. Gununo Hamus town
14. Hobicha Abaya
15. Humbo
16. Kawo Koisha
17. Kindo Daddaye
18. Kindo Koyesha
19. Ofa
20. Sodo Town
21. Sodo Zuria
22. Tebela town